# Cazin
Cazin (dříve německy Zassin, původně z latinského Cassino) je město a općina v Unsko-sanském kantonu muslimsko-chorvatské Federace Bosny a Hercegoviny na severozápadě Bosny a Hercegoviny, 18 km severně od Bihače. Ve vlastním městě žije 21 000 lidí, celý správní obvod má rozlohu 356 km² a čítá ve 22 sídlech 70 000 obyvatel, v naprosté většině Muslimů.
V hospodářství má hlavní význam potravinářství, tedy mlékárenský průmysl a výroba sýrů (opčina Cazin je podle informací z roku 2005 jedním z největších producentů mléka v zemi). Kromě tohoto jsou zde zastoupena i jiná odvětví, jako například výroba léků a zpracování masa. Velkou část obyvatel živí také zemědělství, krajina v okolí města však utrpěla velké škody v dobách války v Jugoslávii.
Vzhledem k geologickému podloží města a okolní opčiny, které tvoří hlavně vápence, tufy a kvarterní písky, vyvěrají v okolí města minerální prameny. Nejvíce jsou soustředěny v okolí vesnice Stijena, a to na ploše o rozloze zhruba 1 km². Tyto zdroje minerálních vod jsou relativně bohaté a tudíž mohou být využity i k průmyslovému zpracování.

## Významné stavby
- hrad Ostrožac ze 14. století.
- věž Radetina.

## Obyvatelstvo
Podle sčítání lidu z roku 2013 má opčina Cazin 66 149 obyvatel. Město Cazin má 13 863 obyvatel.

### Etnické skupiny
Etnické složení obce:
Zde je tabulka se sloupci seřazenými podle roku, počínaje rokem 2013 vlevo:
| Etnická skupina         | Populace 2013 | Populace 1991 | Populace 1981 | Populace 1971 |
| ----------------------- | ------------- | ------------- | ------------- | ------------- |
| Bosňáci/Muslimani       | 63 463        | 61 693        | 55 401        | 43 880        |
| Chorvati                | 320           | 139           | 122           | 175           |
| Srbové                  | 29            | 778           | 826           | 1 196         |
| Jugoslávci              | -             | 430           | 529           | 51            |
| Ostatní/Nespecifikováno | 2 337         | 369           | 232           | 166           |
| Celkem                  | 66 149        | 63 409        | 57 110        | 45 468        |